# Пебе
Пебе́ (фр. Pébées) — коммуна во Франции, находится в регионе Юг — Пиренеи. Департамент — Жер. Входит в состав кантона Саматан. Округ коммуны — Ош.
Код INSEE коммуны — 32308.

## География

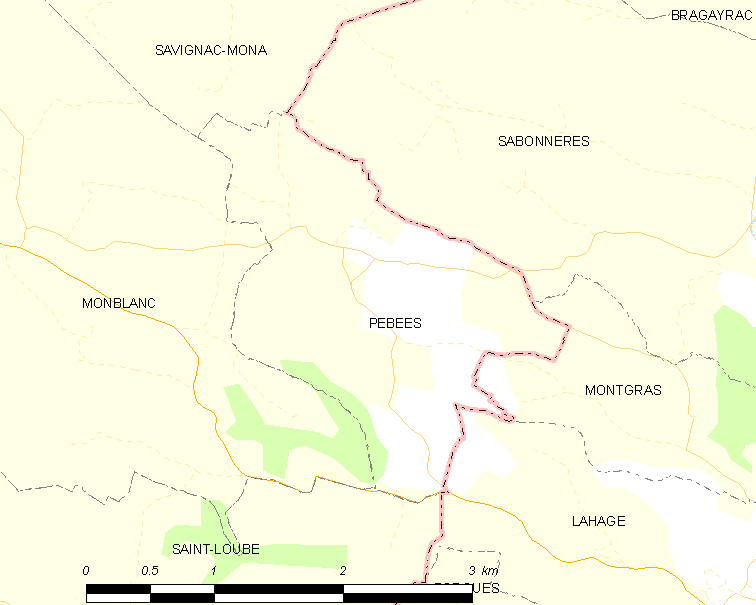
Карта коммуны

Коммуна расположена приблизительно в 610 км к югу от Парижа, в 38 км юго-западнее Тулузы, в 45 км к юго-восточнее от Оша.
По территории коммуны протекает река Булуз.

## Климат
Климат умеренно-океанический. Лето жаркое и немного дождливое, температура часто превышает 35 °С. Зимой часто бывает отрицательная температура и ночные заморозки. Годовое количество осадков — 700—900 мм.

## Население
Население коммуны на 2010 год составляло 94 человека.
| 1962 | 1968 | 1975 | 1982 | 1990 | 1999 | 2010 |
| ---- | ---- | ---- | ---- | ---- | ---- | ---- |
| 74   | 63   | 46   | 68   | 66   | 67   | 94   |

## Администрация
| Период | Период | Фамилия        | Партия | Примечания |
| ------ | ------ | -------------- | ------ | ---------- |
| 2001   | 2008   | Моиз Альбер    |        |            |
| 2008   | 2020   | Мишель Стеффен |        |            |

## Экономика
В 2010 году среди 60 человек трудоспособного возраста (15-64 лет) 49 были экономически активными, 11 — неактивными (показатель активности — 81,7 %, в 1999 году было 53,7 %). Из 49 активных жителей работали 46 человек (24 мужчины и 22 женщины), безработных было 3 (1 мужчина и 2 женщины). Среди 11 неактивных 2 человека были учениками или студентами, 5 — пенсионерами, 4 были неактивными по другим причинам.

## Достопримечательности
- Церковь Св. Ипполита (XVI век). Исторический памятник с 1987 года[4]